# Ryszard Kaja

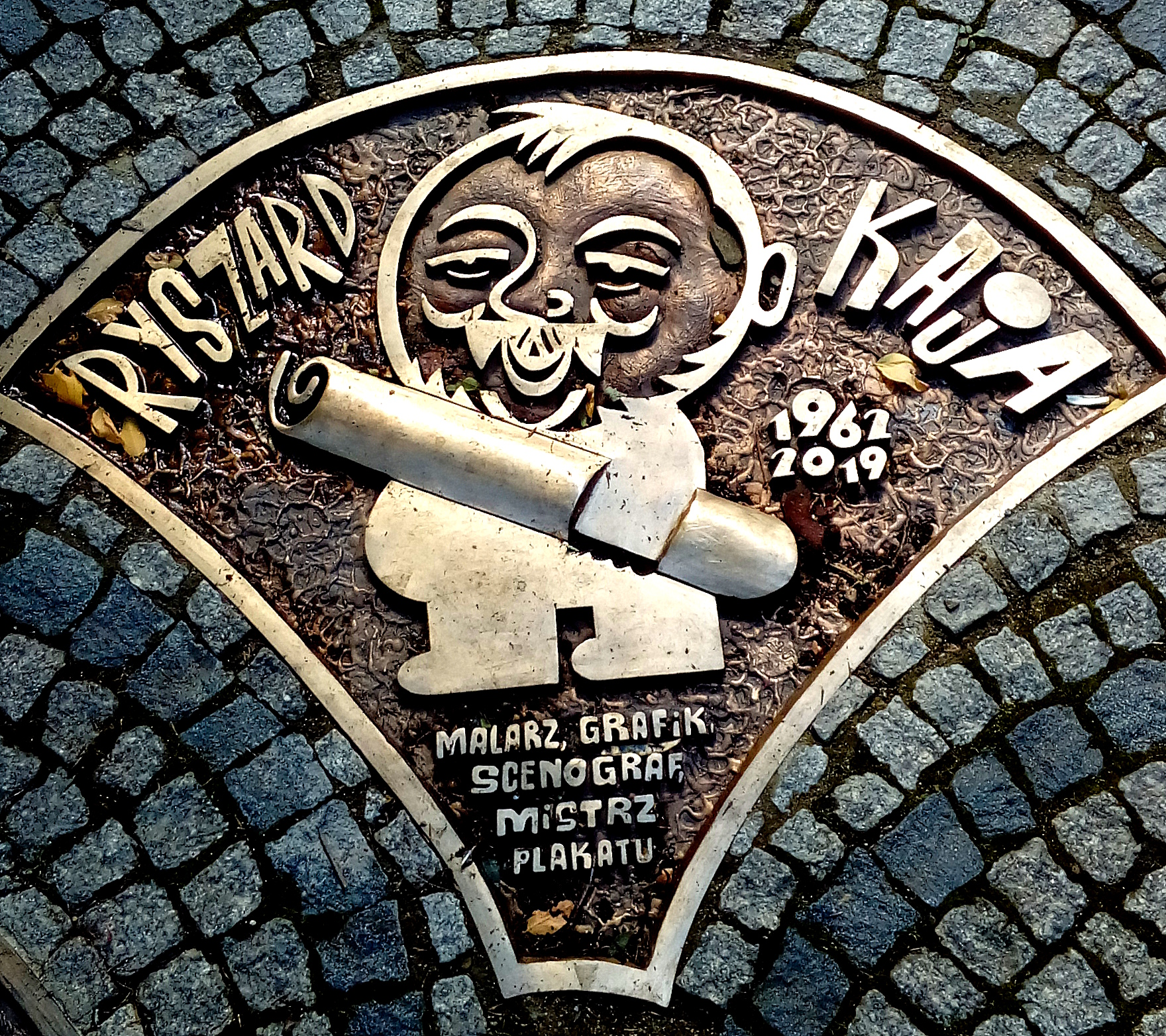
Tablica pamiątkowa w Alei Gwiazd Satyrykonu na głównym deptaku Legnicy (ul. Najświętszej Marii Panny)

Ryszard Kaja (ur. 16 stycznia 1962 w Poznaniu, zm. 17 kwietnia 2019 w Legnicy) – polski malarz, grafik i scenograf.

## Życiorys
Jest absolwentem VII Liceum Ogólnokształcącego im. Dąbrówki w Poznaniu. Studiował w Wyższej Szkole Sztuk Plastycznych w Poznaniu (dzisiejsza ASP), w 1984 uzyskał dyplom z malarstwa w pracowni malarstwa doc. Norberta Skupniewicza. Debiutował w 1989 roku scenografią do dramatu „Hernani” Wiktora Hugo w Teatrze Wielkim w Łodzi. Później pracował tam jako główny scenograf (1999–2000). W 1994 był scenografem w Operze i Operetce w Szczecinie, a w latach 1995–2000 głównym scenografem w Teatrze Wielkim w Poznaniu. W 1998 został uhonorowany Medalem Młodej Sztuki. Ostatnie ilustracje wykonał dla miesięcznika Moda na Zdrowie. Zaprojektował serię 12 okładek „Szanuj zdrowie – kochaj życie”, które ukazały się w 2019 roku. Jego ojcem był Zbigniew Kaja, grafik, scenograf, plakacista, matka – Stefania Kaja była ceramiczką i malarką. Jego życiowym partnerem był Leszek Jamrozik. 

## Realizacje teatralne
Był twórcą ponad 150 scenografii do spektakli teatralnych, baletowych, operowych i telewizyjnych oraz kilku filmów. Pracował na większości scen operowych w kraju oraz za granicą, m.in. we Francji, Niemczech, Brazylii, Argentynie, Izraelu i Egipcie. Projektował scenografię (kostiumy i dekoracje) między innymi do spektakli: Bal maskowy, Ernani, Falstaff i Rigoletto (kompozytor wszystkich 4: Giuseppe Verdi), Madame Butterfly (Giacomo Puccini), Carmen (Georges Bizet), Cyrulik sewilski (Gioacchino Rossini), Czarodziejski Flet (Wolfgang Amadeus Mozart), Don Pasquale (Gaetano Donizetti), Skrzypek na dachu (Jerry Bock), Tosca (Puccini), a także Orfeusz w piekle (Jacques Offenbach), Wolny strzelec (Carl Maria von Weber), Krakowiacy i Górale (Jan Stefani), Ester (Tomasz Praszczałek) i wiele innych. Stworzył wizje plastyczne między innymi do następujących baletów: Dziadek do orzechów i Jezioro łabędzie (muz. Piotr Czajkowski), Giselle (Adolphe Adam), Skrzypek opętany (Maciej Małecki), Grek Zorba (Mikis Theodorakis), Makbet (Ennio Morricone), Fantazja na harnasia (Artur Malawski, Wojciech Kilar), Popołudnie fauna (Claude Debussy), Romeo i Julia (Hector Berlioz).
W teatrach dramatycznych projektował scenografie i kostiumy między innymi do przedstawień: Sen nocy letniej (William Shakespeare), Dwustronne lustro (Arthur Miller), Droga do Mekki (Athol Fugard), Damy i huzary (Aleksander Fredro), Szczęśliwe dni (Samuel Beckett), Kubuś i jego pan (Milan Kundera), Kontrabasista (Patrick Süskind), Niejaki Piórko (Henri Michaux).
Projektował kostiumy do spektakli m.in.: Borysa Godunowa (Modest Musorgski) i Traviaty (Giuseppe Verdi), Matki (Witkacego), Makbeta (Giuseppe Verdi), Zbrodni i kary (Fiodor Dostojewski), Dziadka do orzechów (Piotr Czajkowski).
Współpracował z wieloma znanymi reżyserami i choreografami, m.in.: Markiem Weiss-Grzesińskim, Waldemarem Zawodzińskim, Michałem Znanieckim, Ewą Wycichowską, Anną Augustynowicz, Zbigniewem Brzozą, Jerzym Gruzą, J. Geshty, U. Drechsel, G. Veredonem, Krzysztofem Kolbergerem, Piotrem-Bogusławem Jędrzejczakiem, Ryszardem Karczykowskim, Makarowskim, Sł. Wożniakiem.
Za swe realizacje był wielokrotnie nagradzany nagrodą Złotej Maski. Na podstawie Hrabali powstała plastyczna koncepcja filmu animowanego Märchenbilder – obrazki z bajek (współrealizacja z Markiem Skrobeckim), który otrzymał nagrodę za najlepszy polski animowany film autorski w 1998 roku, a na Festiwalu OFAFA w Krakowie zdobyły Dyplom Honorowy Złota Kreska.

## Malarstwo i rysunek
Tworzył malarstwo olejne, prace na papierze w technikach mieszanych zamknięte w cyklach: (Hrabale, Plątwy, zapatrzony wspak) monotypie (cykle: letnie damy, twarze, Morze Czerwone, manekiny, Warnowo, vanitas vanitatum); rysunki tuszem – np. z licznych podróży teki prac – Indonezja – flores, Altiplano, Praha, Bangkok, irańskie portrety, Andamany i inne.
Główną inspiracją dla całej jego twórczości było specyficzne postrzeganie świata zaczerpnięte z prozy Bohumila Hrabala. Ulubioną formą wypowiedzi był skrupulatnie prowadzony swoisty dziennik, w którym zostaje zakodowana subiektywna prawda przeszłości. Prace swoje pokazywał sporadycznie, najczęściej na wystawach gdzie twórczość malarską mieszał z projektami teatralnymi uzyskującymi rangę małych miniatur malarskich, swe prace pokazywał na wystawach w Poznaniu, Gnieźnie, Nowym Tomyślu, Łodzi, Barcelonie, Berlinie.

## Grafika użytkowa
Ryszard Kaja projektował ilustracje książkowe, programy teatralne, katalogi i przede wszystkim plakaty – między innymi: Matka, Tosca, Viva la Mamma, Orfeusz w piekle, My fair lady, Zbigniew Kaja – pierwsza wystawa pośmiertna, Madamme Butterlfy, Nabucco, Cyrulik sewilski, Ondyna, Skrzypek Opętany, Sen nocy letniej, der Konsul, Satyrykon 2007. Plakat Ryszarda Kai do wystawy w Pigasusie (luty 2010) znalazł się wśród 100 najlepszych plakatów Niemiec, Austrii i Szwajcarii roku 2010.
Był też twórcą popularnego cyklu Plakat Polska, mającego za temat miejscowości i regiony Polski. W 2021 Muzeum Plakatu w Wilanowie zorganizowało wystawę Polska. Ryszard Kaja (1962–2019).

## Dekoracje wnętrz
Sporadycznie projektował wnętrza – np. pasaż w Starym Browarze w Poznaniu, wystrój lokali, prywatnych apartamentów. Współpracując z Muzeum Narodowym w Poznaniu przygotował m.in. oprawę plastyczną wystaw przygotowanych przez Joannę Dziubkową „VANITAS – Portret na tle sarmackich obyczajów pogrzebowych” oraz „Szlachetne dziedzictwo czy przeklęty spadek – Tradycje sarmackie w sztuce i kulturze”.